# Trichogramma deion
Trichogramma deion är en stekelart som beskrevs av Pinto och Earl R. Oatman 1986. Trichogramma deion ingår i släktet Trichogramma och familjen hårstrimsteklar. Inga underarter finns listade i Catalogue of Life.